# 基馬拉斯自治市

所在位置

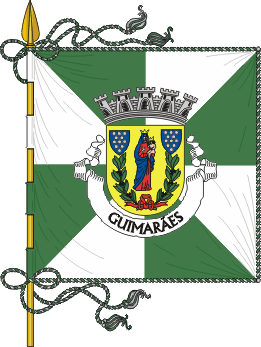
基馬拉斯区旗

基馬拉斯自治市，是葡萄牙布拉加区的一个自治市。该区包含基馬拉斯市及毗连地区。总面积241.3 km2 (93.2 sq mi)，总人口161,876，人口密度671/km2 (1,737.9/sq mi)。
基馬拉斯自治市分为69个教区。